# Jerzy Paczkowski
Jerzy Paczkowski (ur. 16 stycznia 1909 w Warszawie, zm. 26 lutego 1945 w Hamburg-Neungamme) – polski poeta i satyryk.

## Życiorys
Był studentem polonistyki na Uniwersytecie Warszawskim i absolwentem studiów dziennikarskich w Szkole Nauk Politycznych. W latach 1928–1934 był redaktorem tygodnika „Cyrulik Warszawski”. Od 1935 do 1939 roku pracował w ambasadzie RP w Paryżu. W 1940 walczył w oddziałach polskich we Francji, następnie uczestnik francuskiego ruchu oporu. Podczas okupacji był wydawcą pism konspiracyjnych Walka w Grenoble i Sztandar w Lille. 
W maju 1943 roku objął dowodzenie okręgiem konspiracyjnym „Mazowsze” działającym na północy Francji w Zagłębiu Węglowym wśród mieszkających tam Polaków. Używał pseudonimu „Gabriel”. Po wpadce siatki agentów brytyjskich okręg „Mazowsze” przejął ważną rolę w zwalczaniu wyrzutni pocisków V-1 wystrzeliwanych na Londyn.
2 lipca 1944 roku został aresztowany przez Niemców w obławie na radiostację konspiracyjną, został osadzony w obozie koncentracyjnym w Sachsenhausen a następnie w Hamburg-Neungamme, gdzie zmarł.

## Publikacje
- Współautor Szopki politycznej 1931 (1931),
- Zbiór satyr Na ostrzu noża (1935),
- Zbiór wierszy Spotkanie z Muzą (Nicea 1942).
- wydanie pośmiertne: Wiersze zebrane i Pierwszą bitwę (Londyn 1946, ze słowem wstępnym J. Lechonia). Poezje i satyry (Warszawa 1958).